# FK Spartak Moskva
Futbolnij klub Spartak Moskva (Russisk: Футбольный клуб «Спартак» Москва) er en russisk fodboldklub fra Moskva. Kaldenavnet "Myaso" betyder kød og hentyder til, at klubben i Sovjet-tiden var ejet af de kollektive landbrugsproduktioner. Klubben har også en ishockey-afdeling
Klubben har vundet 12 sovjetisk mesterskaber og 9 russiske. Seneste mesterskab kom i 2001 og med andenpladsen i ligaen i årene 2005-2007 er klubben udsat for et pres fra tilhængerne for igen at stå som mestre.
Fra 12. september 2008 til 15. april 2009 blev holdet trænet af danske Michael Laudrup, der dog måtte se sig fyret efter svigtende resultater.
Blandt klubbens mest kendte nuværende spillere kan nævnes Vladimir Bystrov, tjekken Martin Jiránek og østrigeren Martin Stranzl, mens Roman Pavljutjenko, Jegor Titov og Oleg Romantjev hører til blandt de mest markante i de seneste tyve år.

## Resultater

### Titler
Sovjetisk mester
- Vinder (12): 1936 (efterår), 1938, 1939, 1952, 1953, 1956, 1958, 1962, 1969, 1979, 1987, 1989

Russisk mester
- Vinder (10): 1992, 1993, 1994, 1996, 1997, 1998, 1999, 2000, 2001, 2016
- Sølv (7): 2005, 2006, 2007, 2009, 2011, 2020,2021

Sovjetisk pokalvinder
- Vinder (10): 1938, 1939, 1946, 1947, 1950, 1958, 1963, 1965, 1971, 1992

Russisk pokalvinder
- Vinder (4): 1994, 1998, 2003, 2021
- Sølv (2): 1996, 2006

## Kendte spillere
- Ilja Tsymbalar
- Viktor Onopko
- Stanislav Tjertjesov
- Roman Pavljutjenko
- Stipe Pletikosa

## Danske spillere
- Ingen pt